# ابندو، بولاکان
ابندو، بولاکان (به لاتین: Obando, Bulacan) یک منطقهٔ مسکونی در فیلیپین است که در بولاکان واقع شده‌است.

## نگارخانه

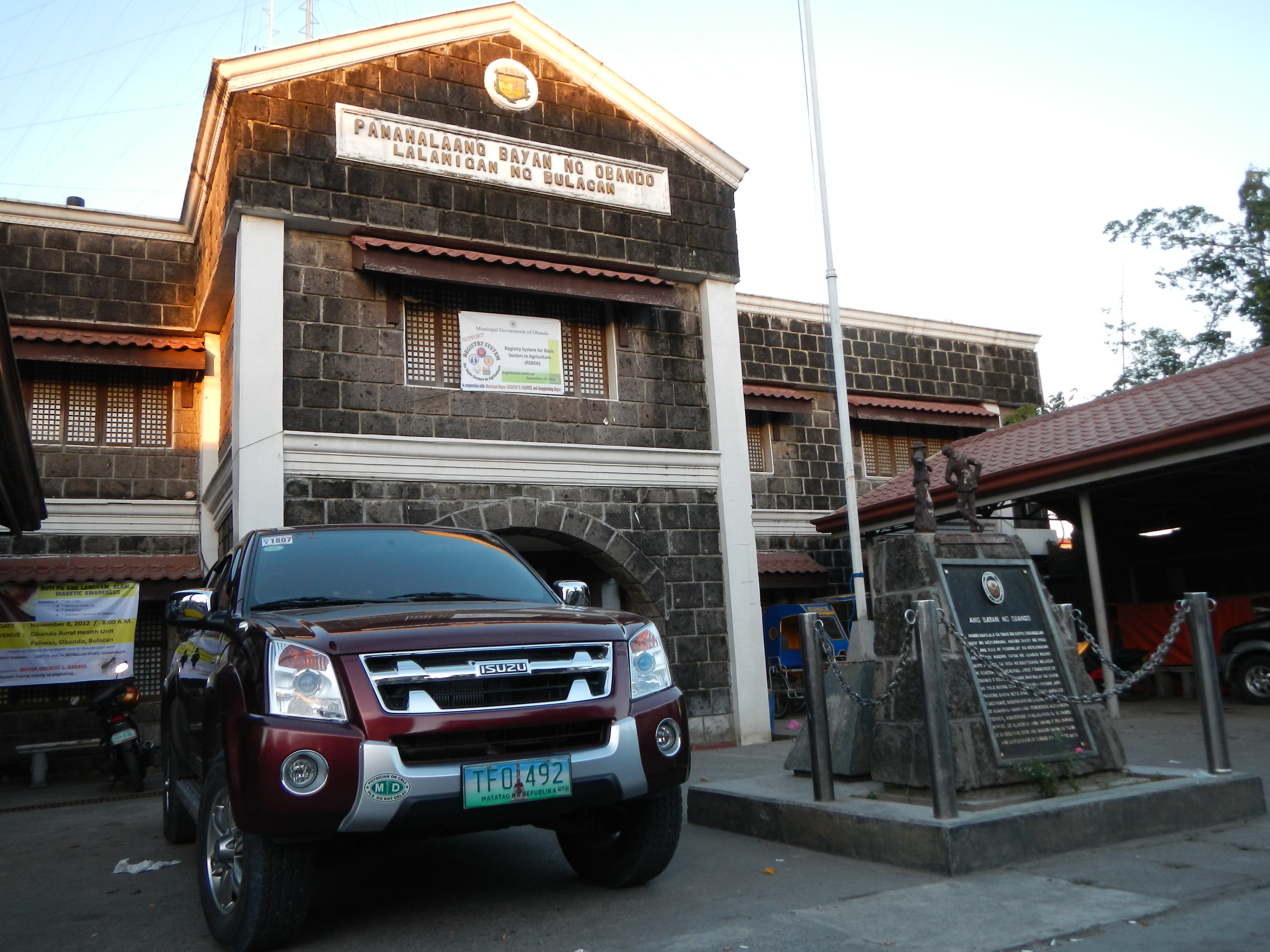
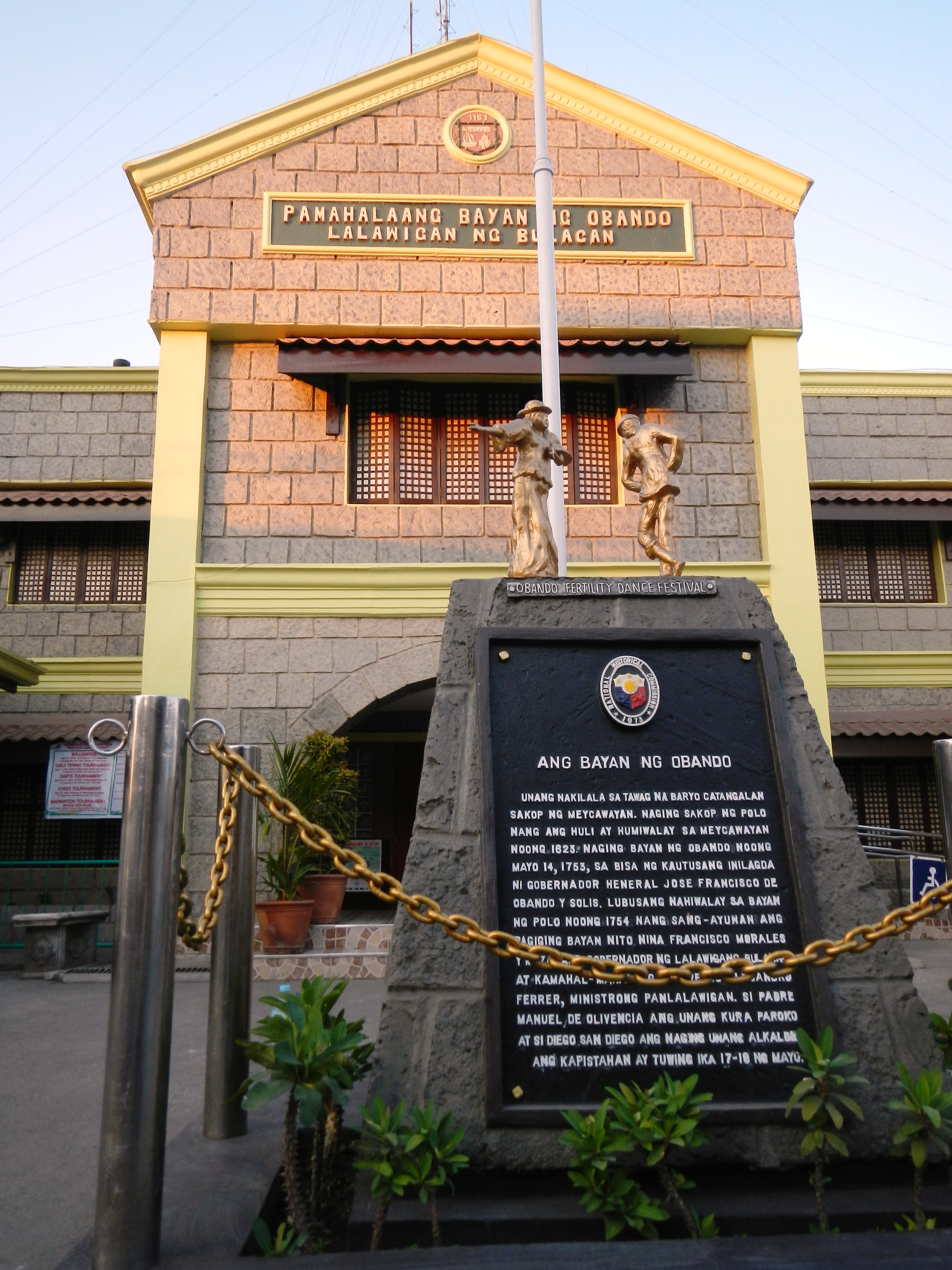
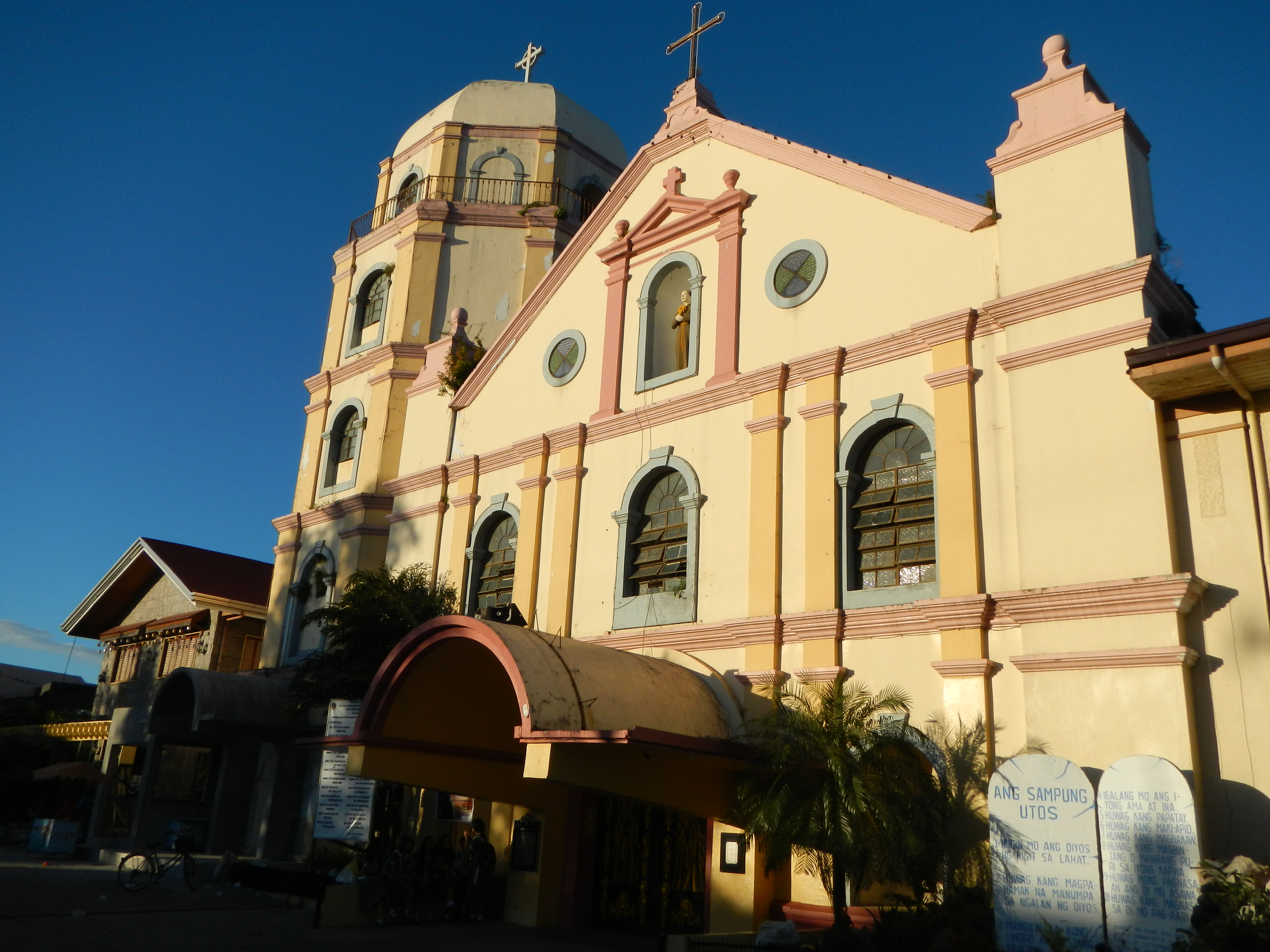